# Who’s Gonna Ride Your Wild Horses
«Who’s Gonna Ride Your Wild Horses» — песня ирландской рок-группы U2. Это пятый и последний сингл из альбома Achtung Baby 1991 года

## О композиции
История песни началась с демо, записанного группой в STS Studios в 1990 году во время пробных сессий для Achtung Baby. Эти сессии, а также малорезультативные эксперименты в Hansa Studios в Берлине породили несколько версий песни и множество вариантов микширования. Однако в итоге первоначальное демо так и осталось предпочтительным вариантом звучания. В 1991 году, во время записей U2 в Дублине, к процессу в качестве «свежей пары ушей» был привлечён Стив Лиллиуайт, чтобы завершить запись.
Лиллиуайт вспоминает: «Они ненавидели эту песню. Я потратил на неё около месяца и всё ещё считал, что это не то, что нужно. Американцы говорили: „Это ваша песня для радио“, потому что имели проблемы с индустриальным звучанием [альбома]. Звучало так, будто бы какая-то кавер-группа играет U2. Наверное, мы немного перестарались.»
Боно: «Это песня, которую, как мне кажется, мы недостаточно подготовили для записи, потому что существовал целый блок текста, который был в итоге отвергнут, в результате я написал быстро, и мы с ней покончили.» Позднее в качестве сингла вышла альтернативная версия композиции с приставкой «Temple Bar Remix» — версия, которую U2 предпочитают больше всего.

## Концертное исполнение
Композиция исполнялась полностью в двух первых этапах и на первом концерте третьего этапа тура Zoo TV Tour. Остаток тура песня звучала значительно реже, в укороченном акустическом варианте. Строки песни были включены в окончание песни «Bad» во время Elevation Tour. Во время Vertigo Tour песня звучала несколько раз; в первый раз — в электрическом варианте, более близкому к альбомной версии, в последующие — в акустическом, напоминавшим «Temple Bar Remix».
U2 утверждают, что песню трудно исполнять на концертах. По словам басиста Адама Клейтона, «это зажигательная песня, мелодичная и эмоциональная, но не думаю, что мы когда-нибудь задействуем её в концертных выступлениях, потому что не готовы сыграть её вживую».

## Список композиций
| №  | Название                                                  | Длительность |
| -- | --------------------------------------------------------- | ------------ |
| 1. | «Who's Gonna Ride Your Wild Horses» (The Temple Bar edit) | 3:54         |
| 2. | «Paint It Black»                                          | 3:22         |

| №  | Название                                                  | Длительность |
| -- | --------------------------------------------------------- | ------------ |
| 1. | «Who's Gonna Ride Your Wild Horses» (The Temple Bar edit) | 3:54         |
| 2. | «Paint It Black»                                          | 3:22         |
| 3. | «Fortunate Son»                                           | 2:39         |

| №  | Название                                                   | Длительность |
| -- | ---------------------------------------------------------- | ------------ |
| 1. | «Who's Gonna Ride Your Wild Horses» (The Temple Bar edit)  | 3:54         |
| 2. | «Paint It Black»                                           | 3:22         |
| 3. | «Fortunate Son»                                            | 2:39         |
| 4. | «Who's Gonna Ride Your Wild Horses» (The Temple Bar remix) | 4:49         |

| №  | Название                                                  | Длительность |
| -- | --------------------------------------------------------- | ------------ |
| 1. | «Who's Gonna Ride Your Wild Horses» (The Temple Bar edit) | 3:54         |
| 2. | «Paint It Black»                                          | 3:22         |
| 3. | «Salomé» (Zooromancer remix)                              | 8:02         |
| 4. | «Can't Help Falling in Love» (Triple Peaks remix)         | 4:34         |

## Участники записи
- Боно - вокал, акустическая гитара
- Эдж - гитара, синтезаторы, бэк-вокал
- Адам Клейтон - бас-гитара
- Ларри Маллен - ударные

## Позиции в чартах
| Чарт (1992)   | Высшая позиция |
| ------------- | -------------- |
| ARIA Chart    | 9              |
| Singles Chart | 20             |
| RPM Top 100   | 5              |
| MegaCharts    | 14             |
| Singles Chart | 4              |
| Singles Chart | 13             |
| Singles Chart | 10             |

| Чарт (1992)            | Высшая позиция |
| ---------------------- | -------------- |
| Singles Chart          | 19             |
| Singles Chart          | 5              |
| UK Singles Chart       | 14             |
| Billboard Hot 100      | 35             |
| Mainstream Rock Tracks | 2              |
| Modern Rock Tracks     | 7              |
| Top 40 Mainstream      | 28             |